# Liga de Campeones Femenina de la UEFA
La Liga de Campeones Femenina de la UEFA (en inglés y oficialmente: UEFA Women's Champions League), originariamente conocida como Copa de la UEFA Femenina, es el torneo internacional oficial de fútbol femenino más prestigioso a nivel de clubes entre las competiciones organizadas por la Unión de Asociaciones Europeas de Fútbol (UEFA). La ausencia de una competición internacional a nivel de clubes en el cada vez más reconocido y evolucionado fútbol femenino, y el reconocimiento mundial de su homóloga masculina, la Liga de Campeones de la UEFA, llevó al máximo organismo a crear un torneo que designase al mejor club europeo de la categoría.
Disputada anualmente, la competición fue creada en la temporada 2001-02 bajo la denominación de Copa de la UEFA Femenina (nombre original en inglés: UEFA Women's Cup), con un formato de liguilla de fase de grupos y eliminación directa a semenjanza de la competición masculina. En ella participan los equipos campeones de sus respectivas ligas nacionales y en aquellos países en los que no existe liga femenina, participa el campeón del respectivo campeonato nacional de copa. En 2009 el torneo fue reestructurado pasando a tener dos rondas clasificatorias previas a la fase final del torneo en sus dieciseisavos de final, ya disputados por sistema eliminatorio directo hasta la final, teniendo acceso también el equipo subcampeón de las consideradas por coeficiente UEFA como las ligas más importantes.
En 2012 el ganador de esta competición disputó el Campeonato Internacional de Clubes Femenino (un torneo organizado por la JFA y no reconocido por la FIFA) como representante de la confederación, sin embargo los dos años siguientes el campeón de la Liga de Campeones Femenina no participó y tras esto la competición fue descontinuada. La FIFA evalúa crear una Copa Mundial Femenina de Clubes en la que participaría el campeón de esta competición, estando aún en estudio a fecha de 2019. En su lugar, y de nuevo a semejanza del fútbol masculino, se estableció en 2021 la Copa Intercontinental, en disputa frente al campeón de la Copa Libertadores.
El Olympique Lyonnais es el club más laureado de la historia de la competencia con ocho títulos, seguido por el Eintracht Frankfurt con cuatro y el F. C. Barcelona con tres. Mientras que la Federación Alemana es la que más campeonatos ha logrado con nueve, seguida por Francia con ocho y España con tres.
El vigente campeón es el Arsenal, tras vencer al F.C. Barcelona. 
Periódicamente se plantea la idea de crear dos nuevas Copas de Europa femeninas, para ofrecer más partidos.

## Historia

### Inicios y primeros años (2000-09)
La competición surgió tras una reunión celebrada en París el 23 de mayo del año 2000 por el comité ejecutivo de la UEFA, para paliar la orfandad de una competición de clubes a nivel europeo y dar más proyección al fútbol, siempre hablando a nivel femenino. A semejanza de las competiciones continentales masculinas y del Campeonato de Europa Femenino de la UEFA de selecciones como punto de partida, fue aprobada su instauración para la temporada siguiente bajo la denominación de Copa de la UEFA Femenina (nombre original en inglés: UEFA Women's Cup), cuya final se disputaría en el Waldstadion de Fráncfort, Alemania. Se pretendía también con su creación que el fútbol femenino europeo no quedase en desventaja respecto al norteamericano —el cual rivaliza con el del Viejo Continente por ser el más potente a nivel mundial— ya que en el año 2000 inauguró su nueva liga profesional, la Women's United Soccer Association (WUSA).
La primera edición del torneo en 2001-02 contó con la participación de treinta y tres equipos, uno por cada federación representante, por lo que hubo de disputarse una eliminatoria de clasificación entre dos equipos para dirimir los 32 contendientes finales que formarían la primera fase de grupos previa a los cuartos de final. Así, el Nogometno Društvo Ilirija esloveno y el Fotbal Club Codru-Stimold Chişinău moldavo disputaron el primer partido de la historia de la competición el 14 de agosto de 2001, venciendo los últimos por 9-0 y resolver la eliminatoria por un 18-0 global.
Ya en la fase de grupos, el Ženskij Futbol'nyj Klub Rjazan-TNK ruso, Voetbalvereniging Ter Leede neerlandés, Athlitikos Omilos Kavala griego y el eslovaco Športový Klub Futbalu Žilina fueron quienes abrieron la fase final del torneo el 18 de septiembre. Cuarenta y ocho partidos decidieron quienes disputarían los primeros cuartos de final, destacando ya entonces las federaciones más fuertes en cuanto al fútbol femenino se refiere. Los equipos escandinavos de Suecia, Dinamarca, Noruega y Finlandia se clasificaron junto a Alemania, Francia, Inglaterra y Rusia. Entre ellos destacaba el conjunto sueco del Umeå Idrottsklubb, y los alemanes del Frauen-Fußball-Club Fráncfort —en cuyo estadio se disputaría la final—, como equipos más fuertes del panorama femenino. Ambos consiguieron llegar a una final que congregó a más de 12 000 aficionados, récord en un partido femenino, siendo todo un éxito sin precedentes como así manifestó Gerhard Aigner, presidente ejecutivo de la UEFA:

“This final has been a real European event. It displayed two highly skilful teams offering good tactics and attacking football. This is certainly encouraging for the years to come.”

“Esta final ha sido un gran evento en toda Europa. Se ha podido ver a dos equipos habilidosos adoptando buenas tácticas y poniendo en práctica un fútbol ofensivo. Ésto es muy positivo para los años venideros”.
Gerhard Aigner. Mayo de 2001. Frankfurt

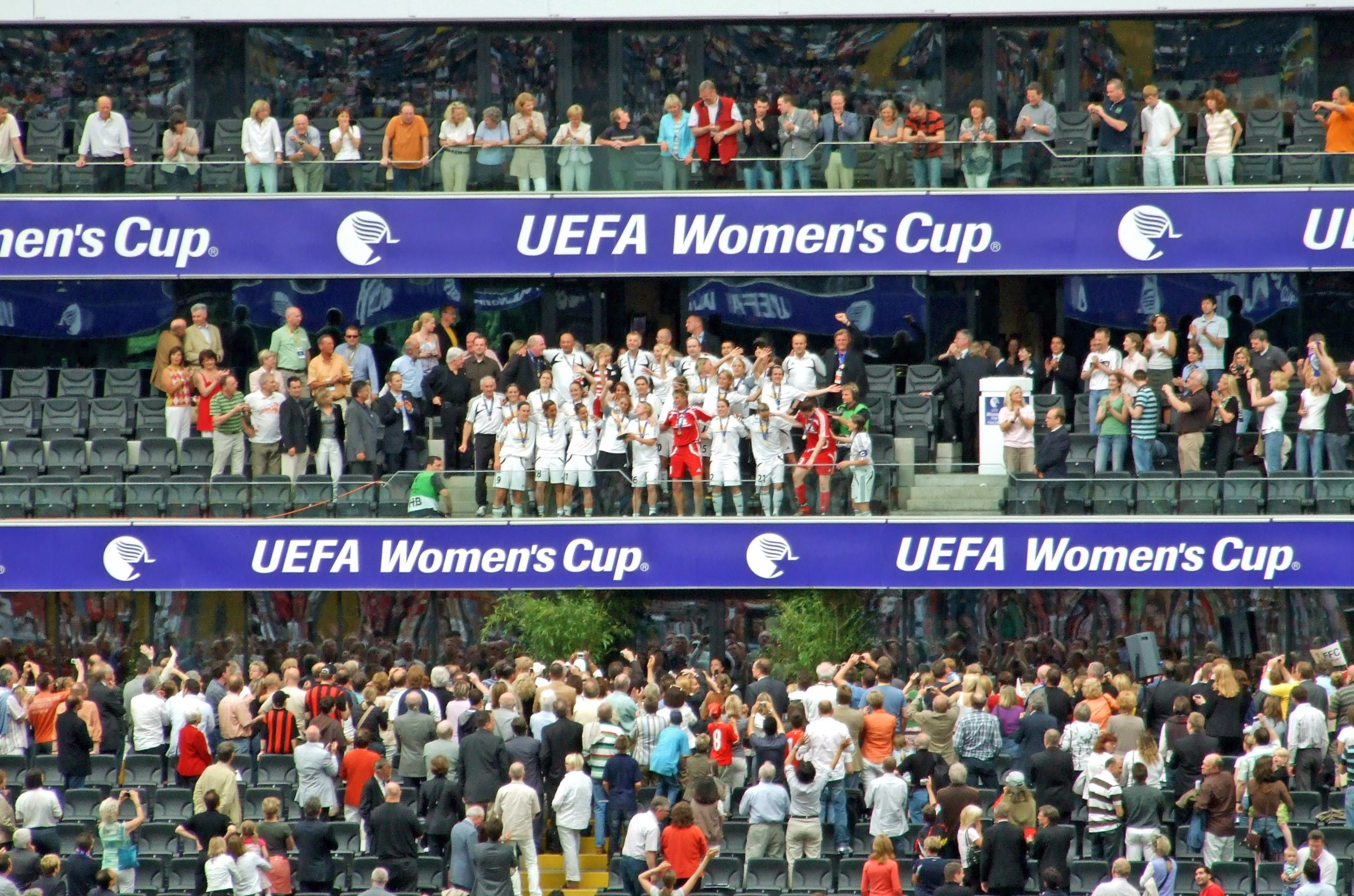
Una de las entregas del trofeo bajo su antigua denominación.

La final —que fue una "reedición" a nivel de clubes de la disputada en la Eurocopa Femenina 2001— fue disputada el 23 de mayo a partido único, y pese a que las suecas llegaban con largo récord de imbatibilidad, las anfitrionas en este partido lograron alzarse con el título tras vencer por 2-0. Birgit Prinz y Steffi Jones fueron las autoras de los goles, siendo Jones con nueve goles la máxima realizadora de la primera edición.

#### La dualidad entre Escandinavia y Alemania
Si bien lo acontecido sirvió para establecer las pautas a seguir, se decidió que desde entonces la final fuese disputada a doble partido para darle más competitividad al campeonato. Dicha decisión perduró hasta el año 2009, cuando se llevó a cabo la primera gran reestructuración del torneo. Antes, se fue incrementando el número de participantes a lo largo de las ediciones, mostrando los frutos del éxito del evento. De 33 se pasó a 35 equipos en la segunda edición dejando nuevamente una resolución previa para decidir los 32 equipos a disputar la fase final. Equipos de Irlanda del Norte y Chipre disputaron por primera vez la clasificación, mientras que Estonia, Irlanda, Gales, Rumanía y Azerbaiyán tuvieron representación por primera vez en la fase final, en detrimento de Eslovaquia, Bulgaria, Armenia, Luxemburgo y Ucrania.
Al igual que el año anterior las mismas federaciones fueron las que llegaron a los cuartos de final —repitiendo seis de los ocho clubes—, tras los cuales se reeditó en semifinales la que fue la última final entre el Umeå I. K. y el F. F. C. Fráncfort. Tras el 2-2 final en la eliminatoria, las suecas se tomaron la revancha al eliminar a las alemanas en la tanda de penaltis por 8-7. Para dirimir el título, las danesas del Dameboldklubben Fortuna Hjørring fueron las clasificadas para disputarle la victoria a sus vecinas de la «ciudad de los abedules» en un enfrentamiento a ida y vuelta. Un 4-1 en casa y un 0-3 en Dinamarca para un 7-1 global dio el triunfo a las suecas y las situó como el mejor equipo femenino de Europa. Jugadoras como Hanna Ljungberg —máxima anotadora con diez goles—, la capitana del equipo Malin Moström, Maria Nordbrandt, Hanna Marklund o Laura Kalmari fueron algunas de sus figuras más importantes y a las que se unió la brasileña Marta Vieira para formar uno de los mejores clubes de la historia del fútbol femenino y encumbrar a su vez al nórdico. No en vano, tres de los cuatro equipos que alcanzaron las semifinales pertenecían a Escandinavia, considerada como la región más potente:

“The fact that both finalists were Scandinavian only served to enhance the image of football in this region as a benchmark for the rest of Europe. Women's football continues to increase in popularity throughout Europe and tournaments that foster international competition between clubs can only help to raise the standard of the game here.”

“El hecho de que ambos finalistas fuesen escandinavos sirvió para fortalecer la imagen del fútbol en esta región como punto de referencia para el resto de Europa. El fútbol femenino continúa aumentando su popularidad en Europa, y torneos que fomentan la competición internacional entre clubes ayudan a subir el nivel del juego.”
Lennart Johansson. Junio de 2003.

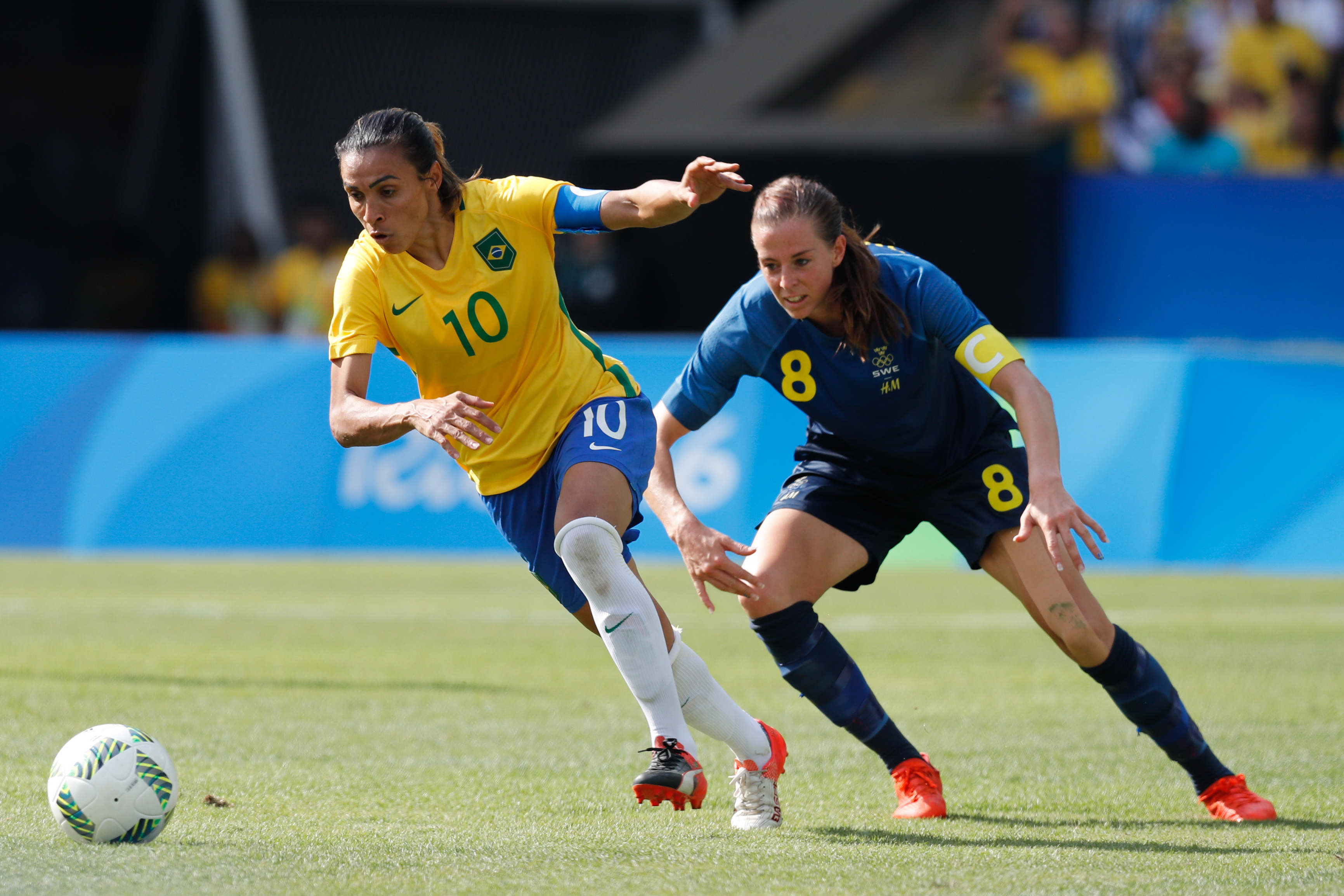
La brasileña Marta Vieira, una de las jugadoras históricas de la competición y vencedora de 2 títulos con el Umeå I. K..

Los resultados no variaron para la temporada 2003-04, con la excepción de que el equipo francés fue reemplazado por las azerbaiyanas del Gömrükçü Baku en los cuartos de final, ya que las galas quedaron encuadradas en el grupo 6 del Kolbotn Fotball noruego, quien obtuvo la plaza. Sin sorpresas para semifinales con nuevamente mayoría nórdica, se llegó por primera vez a una reedición de la final cuando el Umeå I. K. —vigente campeón— y el F. F. C. Fráncfort —primer campeón— se enfrentaron para ver qué equipo ostentaba la supremacía europea. Las suecas, con mejor bloque y sin perder en Europa desde aquella primera final endosaron un contundente 8-0 global a las teutonas con una gran actuación de Marta para conquistar su segundo título, ser el primer equipo en retener el trofeo y deshacer así el empate en el palmarés, además endosarle a las francfortesas su primera derrota en su registro europeo.
La derrota, sumada a la marcha de la que había sido su entrenadora los últimos once años, Monika Staab, situándolo como el mejor equipo germano, desencadenó en un intercambio de protagonismo en el fútbol doméstico teutón en el que irrumpió el Frauen-Fußball-Club Turbine Potsdam. Así, la competición empezaba a reflejar una clara superioridad de los equipos escandinavos a los que únicamente los alemanes les hacían frente.
Lo que parecía ser un guion ya escrito dejó paso a una cuarta edición más abierta y en la que se vio una primera reestructuración del formato. Esa búsqueda de abrir más la competición trajo varias sorpresas, y en donde el Umeå I. K. y el F. F. C. Fráncfort no fueron protagonistas esta vez. Las suecas, vieron como una lesión de Marta no pudo ser paliada por la reaparición de Ljungberg, quien se reincorporaba después de una larga ausencia por una rotura del ligamento cruzado, y cayeron eliminadas en los cuartos de final por sus compatriotas del Djurgarden/Älvsjö —siendo la primera vez en la historia del torneo que no llegaban a la final— quienes y convertirse así en su «bestia negra» tras ganarles consecutivamente dos Svenska Cupen y dos campeonatos de la Damallsvenskan. En cuanto a las alemanas, no consiguieron clasificarse para el torneo —también por primera vez—, al finalizar como subcampeonas de su liga doméstica.
En cambio, un equipo italiano, el Torres Terra Sarda, y uno bielorruso, el Bobruichanka Bobruisk, conseguían ser uno de los ocho mejores equipos gracias al nuevo formato de grupos donde los dos mejores clasificados de una segunda fase de grupos accedían a cuartos. Cabe mencionar también la actuación del Alma-KTZh, quien pese a no alcanzar la ronda de cuartos, fue el primer equipo futbolístico kazajo —tanto masculino como femenino— en proclamarse vencedor de un grupo de clasificación o "mini-torneo" a nivel de clubes de la historia al finalizar primero en la fase de clasificación.
Las semifinales ya no dejaron sorpresas, y el F. F. C. Turbine Potsdam y el Djurgarden/Älvsjö disputaron la que fue la cuarta final entre Alemania y Suecia y en la que se sumaría un tercer equipo al palmarés. Una gran actuación a lo largo del campeonato y en la final de la germana Petra Wimbersky y en especial de su compatriota Conny Pohlers —que acabó siendo la máxima anotadora con seis goles, catorce contando los partidos clasificatorios—, permitió que se equilibrase la balanza de títulos a nivel continental frente a las nórdicas. La actuación de Pohlers la convirtió en una de las referentes del fútbol alemán, y de la competición.

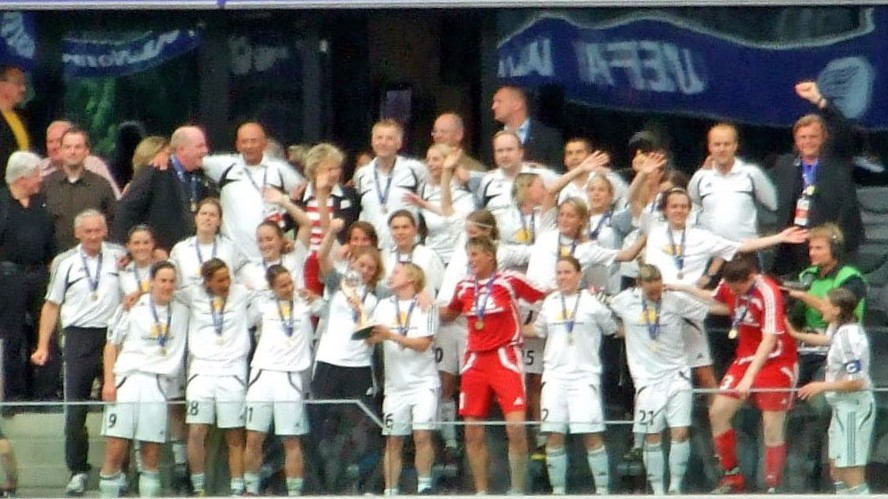
F. F. C. Fráncfort, vencedor en 2008.

### El dominio lionés bajo el nuevo formato (2009-act.)
La idea de relanzar la competición bajo un nuevo logotipo y con el nombre de Liga de Campeones Femenina de la UEFA (nombre original en inglés: UEFA Women's Champions League) para la temporada 2009-10 surgió tras una reunión a finales de 2008 para relanzarla y que obtuviese más impacto. Uno de los cambios más notorios fue la clasificación al torneo por primera vez de los segundos equipos clasificados de liga de las asociaciones más importantes. En boca del director de competiciones de la UEFA Giorgio Marchetti se dijo:

“La Copa de la UEFA Femenina es la competición de clubes femeninos más importante, y tiene una gran calidad. Creemos que al cambiar el formato, así como el nombre y la identidad de marca, habrá un reposicionamiento de la competición, que incrementará su atractivo, situándola en el lugar correcto junto a la mayor competición masculina, la UEFA Champions League.”
Giorgio Marchetti. Junio de 2009.

Esa edición constó con 61 participantes, y se definió en Getafe, donde se enfrentaron el Lyon francés y el 1. FFC Turbine Potsdam alemán. La final la ganó el equipo alemán, 7 a 6 en tanda de penales, tras haber empatado 0 a 0 en los 120 minutos.
La edición siguiente, la 2010/11 también fue definida por el 1. FFC Turbine y el Lyon. El equipo galo logró consagrarse con ocho campeonatos, cinco de consecutivos.

#### La irrupción del Fútbol Club Barcelona
En la temporada 2020−21 el Fútbol Club Barcelona gana su primera Liga de Campeones Femenina de la UEFA tras vencer al Chelsea Football Club Women por un resultado de 4 a 0. Al añadir el título de Liga española y la Copa de la Reina se convirtió en la primera institución española y la tercera europea en conseguir el triplete en fútbol femenino. Cinco jugadoras blaugranas fueron nominadas al Balón de Oro Femenino de 2021, premio que obtuvo Alexia Putellas, quedando segunda Jennifer Hermoso.
En la temporada 2021−22, la UEFA decidió implementar una fase de grupos de cuatro equipos y una fase eliminatoria partiendo desde cuartos de final, —homologando así el formato de competición del torneo masculino—.
El 30 de marzo de 2022, el F. C. Barcelona se clasificó para semifinales, tras superar por 5-2 al Real Madrid, convirtiéndose en el partido femenino oficial con más espectadores en toda la historia del fútbol: 91.553 asistentes en el Camp Nou, superando el registro de 90.915 personas que vieron en directo la final del Mundial de 1999 entre Estados Unidos y China en el estadio Rose Bowl de Los Ángeles. El 22 de abril del mismo año, superan esa cifra en la semifinal en un 5-1 ante el VfL Wolfsburgo, reuniendo 91.648 asistentes.
Para la temporada 2025-26, la UEFA anunció el cambio de formato, sustituyendo la fase de grupos por la fase de liga. Dicho formato se introdujo primero en la competición masculina en la edición 2024-25.

## Participantes
Para un completo detalle de los clubes participantes y el formato de la competición véase Formato y clubes participantes en la Liga de Campeones Femenina de la UEFA

### Formato
La competición está abierta a la participación de cualquier equipo de las cincuenta y cuatro asociaciones que conforman la UEFA, quedando a expensas de su clasificación final en la respectiva liga doméstica. Pese a ello, no todas las asociaciones o federaciones nacionales que conforman dicho estamento europeo cuentan con una liga femenina de primer nivel profesional por lo que asociaciones como la de Andorra, Liechtenstein, San Marino o Gibraltar nunca han participado en la competición.
Debido a la variación de los criterios de clasificación, así como normativas y formato, dan con que cada año también varíe el número de equipos participantes tanto en las rondas previas clasificatorias como en la fase final eliminatoria.
Desde que naciese el torneo en 2001, se disputa una ronda preliminar de clasificación para conformar los que serán los treinta y dos equipos que conformen la fase final del torneo. Entre ellos, dieciséis logran el acceso debido al potencial y clasificación de su liga nacional basándose en los resultados cosechados durante los últimos cinco años. Así, desde los dos únicos equipos que disputaron dicha fase previa en su primera edición, se fue aumentando el número hasta los veintisiete que tomaron parte en la última edición de 2016-17 en la que fueron divididos en nueve grupos de cuatro equipos cada uno, a semejanza de su homóloga masculina, con la salvedad de que cada grupo era disputado como un mini-torneo de sede fija en la que los equipos campeones avanzan a la fase final de dieciseisavos.
En anteriores ediciones, la fase final se disputaba desde los cuartos de final o los dieciseisavos, en función del número de equipos participantes. Esta se ha resuelto desde su fundación en un sistema de eliminación directa a doble partido hasta la final, disputada a partido único. En el anterior formato de Copa Femenina de la UEFA, la final era disputada a doble partido, con la excepción de la primera edición.

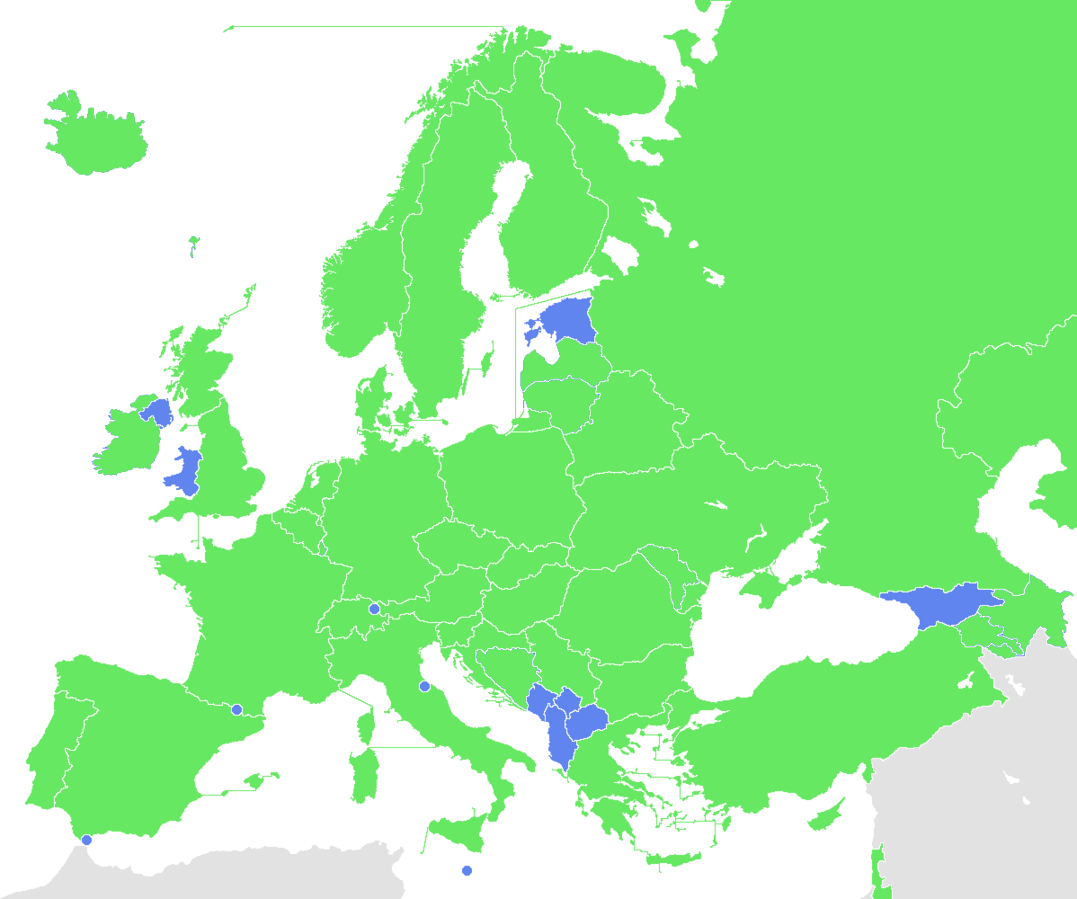
Mapa de países de la UEFA cuyos equipos han llegado a fase final.
País representado en fase de grupos.
País no representado en fase de grupos.
País no miembro de la UEFA.

En diciembre de 2008 se anunció que para la temporada 2009-10 la competición sufriría una reestructuración, para asemejarse más a la actual Liga de Campeones masculina, pasando a denominarse como Liga de Campeones Femenina de la UEFA para denotar su notable proyección y evolución, además de buscar un mayor número de participantes. Uno de los cambios más significativos fue el permitir la participación de los ocho equipos subcampeones de las ligas con mejor coeficiente UEFA, teniendo dichas federaciones dos clubes, algo hasta entonces solo reservado a la federación cuyo equipo resultase vencedor de la competición. Posteriormente se amplió el derecho a las mejores doce federaciones, no sin cierta polémica, clasificando directamente a dieciseisavos de final los campeones y subcampeones de las primeras diez asociaciones, siendo en la actualidad las siguientes:

Nota: indicado entre paréntesis el coeficiente UEFA.
| Posicionamiento de las asociaciones 2019-20 |          |                               |          |
| Bundesliga, Alemania                        | (83 000) | I. liga žen, República Checa  | (35 000) |
| Division 1 Féminine, Francia                | (78 000) | Serie A, Italia               | (34 500) |
| FA Women's Super League, Inglaterra         | (59 000) | Nationalliga A, Suiza         | (33 000) |
| Damallsvenskan, Suecia                      | (59 000) | Top Division, Rusia           | (31 500) |
| Primera División, España                    | (49 000) | Scottish Premiership, Escocia | (25 500) |
| Elitedivisionen, Dinamarca                  | (36 500) | ÖFB-Frauenliga, Austria       | (25 500) |

Todas las federaciones punteras desde la inauguración del torneo han mantenido su estatus a partir de entonces como las potencias europeas del fútbol femenino, con la excepción de Noruega. Estas son: Alemania, Suecia, Francia, Inglaterra, Dinamarca, Rusia e Italia. Dicho posicionamiento se establece de acuerdo a un coeficiente que tiene en cuenta su rendimiento en competiciones europeas de las últimas cinco campañas.
El campeón vigente se clasifica automáticamente para la siguiente edición a pesar de que no logre la clasificación en la liga doméstica, comenzando su participación en los dieciseisavos de final, previo a los enfrentamientos directos eliminatorios. En caso de que el vigente campeón ocupase en su liga uno de los dos primeros puestos, no se concedería un tercer cupo.

### Trofeo y emblemas de campeón

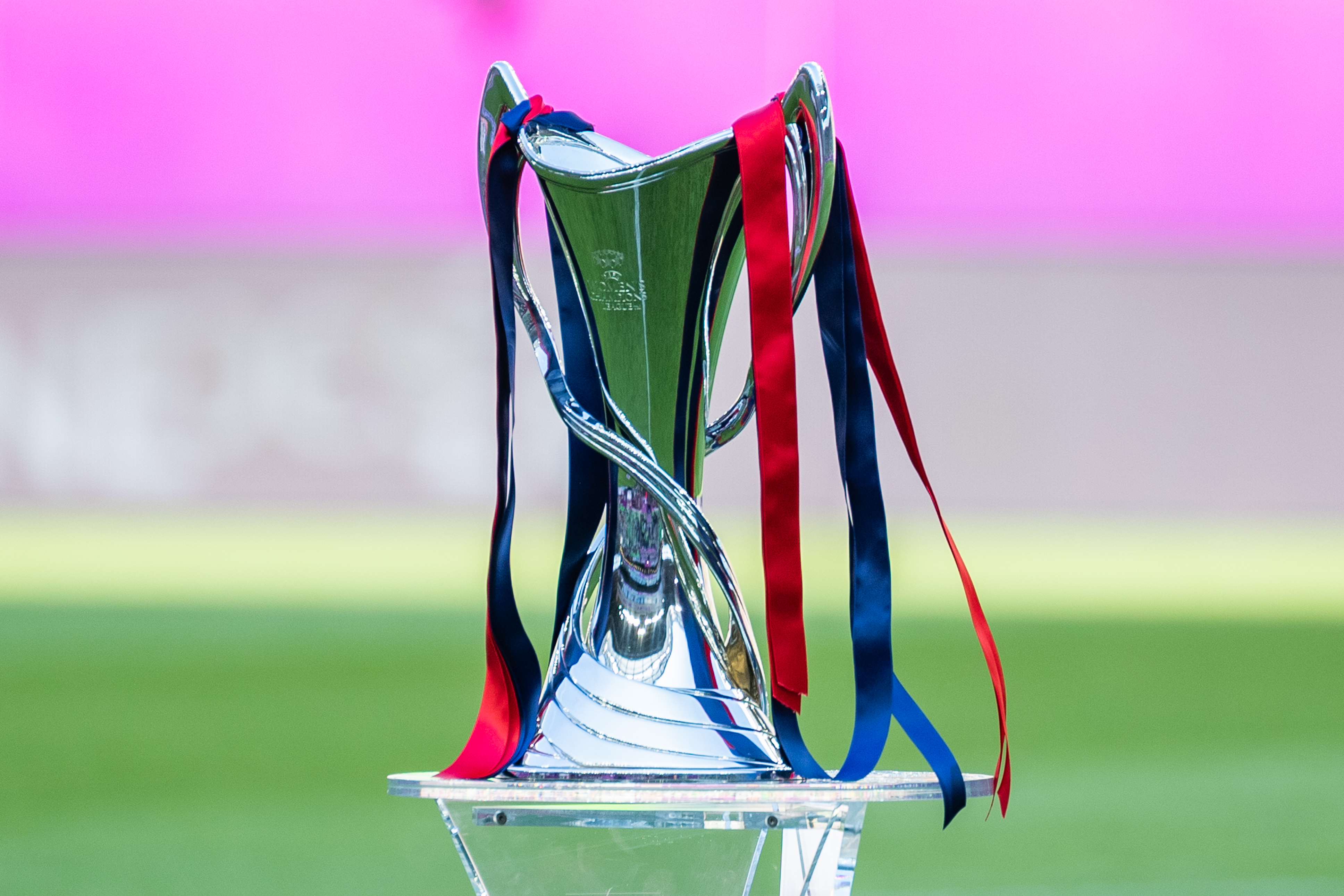
Actual trofeo, vigente desde 2009.

La copa que es entregada al ganador del torneo ha tenido dos diseños diferentes a lo largo de su corta historia. La primera versión de la copa fue entregada desde la primera temporada (2001-02) hasta ocho años después, y tras haberla levantado cinco equipos distintos.
A partir de la temporada 2008-09 —fecha de la reestructuración de la competición— el Comité Ejecutivo de la UEFA sustituyó el trofeo por una copa de plata esterlina de 60 centímetros de altura y 10 kilos de peso. De figura estilizada, las asas simulan ser unos brazos que rodean una columna central, donde son representados los nombres de los clubes vencedores, simulando el ascenso a la cima del fútbol femenino.
Al ser una competición relativamente nueva en el ámbito UEFA, nunca tuvo el privilegio de la concesión en propiedad, por lo que todo equipo que se proclamase campeón del torneo debía devolver la copa para su disputa al año siguiente recibiendo a cambio una réplica a igual escala y 35 medallas de oro. Esta regla, que estipulaba que tras ganar una competición tres veces seguidas o cinco alternas, otorgaba el derecho a adjudicarse en propiedad el trofeo iniciándose a continuación un nuevo ciclo con un nuevo trofeo de mismo diseño. Fue a partir de la temporada 2007-08 cuando la UEFA decidió abolir dicha norma en todos sus torneos, por lo que el máximo organismo continental es el propietario ad eternum del trofeo. Sin embargo, para el club que logre dicha hazaña se entrega un distintivo especial de reconocimiento al igual que en la competición homónima masculina.

#### Emblemas de campeones
Desde el comienzo de la competición, y siguiendo las bases de las ya consolidadas competiciones masculinas, los clubes tienen derecho a portar en la manga izquierda de la camiseta la insignia de campeón múltiple (en inglés, multiple-winner badge) debiendo ganar tres trofeos consecutivos o en su defecto cinco alternos para poder portarlo y únicamente a partir de la fase final eliminatoria.
A diferencia de la antigua norma de obtención del título en propiedad, la cuenta para recibir el distintivo no vuelve a comenzar cuando un equipo logra alguno de dichos ciclos, sino que se mantiene.
Hasta la temporada 2015-16 ningún club ha recibido el emblema ya que nadie ha conseguido levantar el trofeo cinco veces alternas o tres consecutivas. El Umeå I. K. sueco, el Olympique Lyonnais francés y el VfL Wolfsburgo alemán estuvieron cerca de lograrlo tras vencer dos veces seguidas el título quedándose a falta de uno, mientras que el F. F. C. Fráncfort y el Olympique Lyonnais se encuentra a una sola victoria de las cinco alternas de poder lograrlo.
También y desde el inicio de la temporada 2012-13, el campeón porta durante la temporada siguiente un emblema de campeón similar al de campeón múltiple con la silueta del trofeo y el año que le señala como campeón vigente, pudiendo portarlo en su manga derecha en reemplazo del parche de la competición hasta que se proclame vencedor un nuevo equipo. Desde entonces los ya citados VfL Wolfsburgo, F. F. C. Fráncfort y Olympique Lyonnais lo han portado. El emblema recibe el nombre de insignia de campeón vigente (en inglés, titleholder badge).

## Historial
Para un mejor detalle de las finales véase Finalistas de la Liga de Campeones Femenina de la UEFA.
| Ed.                                   | Temporada                | Campeón                  | Resultado                | Subcampeón                | Notas                                                                                  |
| Copa Femenina de la UEFA              | Copa Femenina de la UEFA | Copa Femenina de la UEFA | Copa Femenina de la UEFA | Copa Femenina de la UEFA  | Copa Femenina de la UEFA                                                               |
| ------------------------------------- | ------------------------ | ------------------------ | ------------------------ | ------------------------- | -------------------------------------------------------------------------------------- |
| I                                     | 2001-02                  | F. F. C. Frankfurt       | 2 - 0                    | Umeå I. K.                | Primer equipo campeón en su propio estadio.                                            |
| II                                    | 2002-03                  | Umeå I. K.               | 4 - 1, 3 - 0             | D. B. K. Fortuna Hjørring |                                                                                        |
| III                                   | 2003-04                  | Umeå I. K.               | 3 - 0, 5 - 0             | F. F. C. Frankfurt        | Primera final entre dos campeones. Primera final repetida. Primera defensa del título. |
| IV                                    | 2004-05                  | F. F. C. Turbine Potsdam | 2 - 0, 3 - 1             | Djurgården/Älvsjö         | Campeón debutante.                                                                     |
| V                                     | 2005-06                  | F. F. C. Frankfurt       | 4 - 0, 3 - 2             | F. F. C. Turbine Potsdam  | Primera final entre clubes del mismo país.                                             |
| VI                                    | 2006-07                  | Arsenal L. F. C.         | 0 - 0, 1 - 0             | Umeå I. K.                |                                                                                        |
| VII                                   | 2007-08                  | F. F. C. Frankfurt       | 1 - 1, 3 - 2             | Umeå I. K.                |                                                                                        |
| VIII                                  | 2008-09                  | F. C. R. Duisburg        | 6 - 0, 1 - 1             | Z. F. K. Zvezda Perm      |                                                                                        |
| Liga de Campeones Femenina de la UEFA |                          |                          |                          |                           |                                                                                        |
| IX                                    | 2009-10                  | F. F. C. Turbine Potsdam | 0 - 0 (7-6 pen.)         | Olympique Lyonnais        | Primera final sin goles en 120 minutos. Primera final decidida por penaltis.           |
| X                                     | 2010-11                  | Olympique Lyonnais       | 2 - 0                    | F. F. C. Turbine Potsdam  |                                                                                        |
| XI                                    | 2011-12                  | Olympique Lyonnais       | 2 - 0                    | F. F. C. Frankfurt        |                                                                                        |
| XII                                   | 2012-13                  | VfL Wolfsburg            | 1 - 0                    | Olympique Lyonnais        |                                                                                        |
| XIII                                  | 2013-14                  | VfL Wolfsburg            | 4 - 3                    | Tyresö F. F.              | Final con más goles.                                                                   |
| XIV                                   | 2014-15                  | F. F. C. Frankfurt       | 2 - 1                    | París Saint-Germain F. C. |                                                                                        |
| XV                                    | 2015-16                  | Olympique Lyonnais       | 1 - 1 (4-3 pen.)         | VfL Wolfsburg             |                                                                                        |
| XVI                                   | 2016-17                  | Olympique Lyonnais       | 0 - 0 (7-6 pen.)         | París Saint-Germain F. C. |                                                                                        |
| XVII                                  | 2017-18                  | Olympique Lyonnais       | 4 - 1 (t. s.)            | VfL Wolfsburg             | Primera final definida en prórroga.                                                    |
| XVIII                                 | 2018-19                  | Olympique Lyonnais       | 4 - 1                    | F. C. Barcelona           |                                                                                        |
| XIX                                   | 2019-20                  | Olympique Lyonnais       | 3 - 1                    | VfL Wolfsburg             | Récord de campeonatos consecutivos (5). Final más repetida (4).                        |
| XX                                    | 2020-21                  | F. C. Barcelona          | 4 - 0                    | Chelsea F. C.             | Mayor goleada en una final a partido único.                                            |
| XXI                                   | 2021-22                  | Olympique Lyonnais       | 3 - 1                    | F. C. Barcelona           | Récord de títulos (8).                                                                 |
| XXII                                  | 2022-23                  | F. C. Barcelona          | 3 - 2                    | VfL Wolfsburg             |                                                                                        |
| XXIII                                 | 2023-24                  | F. C. Barcelona          | 2 - 0                    | Olympique Lyonnais        | Récord de finales disputadas (11).                                                     |
| XXIV                                  | 2024-25                  | Arsenal F. C.            | 1 - 0                    | F. C. Barcelona           |                                                                                        |

## Palmarés
Únicamente 8 clubes entre los 132 participantes históricos en la competición han conseguido proclamarse vencedores, mientras que seis más para un total de catorce completan la lista de clubes con presencia en alguna final. Entre ellos, los clubes alemanes dominan con dieciséis presencias, siendo también los que más títulos han logrado con nueve y quien más clubes campeones distintos aporta con cuatro, el Lyonnais es el que más veces a logrado coquistar la competicion con 8 cosagraciones.
| Equipo                    | Títulos | Subcampeonatos | Años campeonatos                               | Años subcampeonatos    |
| ------------------------- | ------- | -------------- | ---------------------------------------------- | ---------------------- |
| OL Lyonnais               | 8       | 3              | 2011, 2012, 2016, 2017, 2018, 2019, 2020, 2022 | 2010, 2013, 2024       |
| Eintracht Frankfurt       | 4       | 2              | 2002, 2006, 2008, 2015                         | 2004, 2012             |
| F. C. Barcelona           | 3       | 3              | 2021, 2023, 2024                               | 2019, 2022, 2025       |
| VfL Wolfsburg             | 2       | 4              | 2013, 2014                                     | 2016, 2018, 2020, 2023 |
| Umeå I. K.                | 2       | 3              | 2003, 2004                                     | 2002, 2007, 2008       |
| F. F. C. Turbine Potsdam  | 2       | 2              | 2005, 2010                                     | 2006, 2011             |
| Arsenal F. C.             | 2       | -              | 2007, 2025                                     |                        |
| M. S. V. Duisburg         | 1       | -              | 2009                                           |                        |
| París Saint-Germain F. C. | -       | 2              |                                                | 2015, 2017             |
| D. B. K. Fortuna Hjørring | -       | 1              |                                                | 2003                   |
| Djurgårdens I. F.         | -       | 1              |                                                | 2005                   |
| Z. F. K. Zvezda Perm      | -       | 1              |                                                | 2009                   |
| Tyresö F. F.              | -       | 1              |                                                | 2014                   |
| Chelsea F. C.             | -       | 1              |                                                | 2021                   |

Datos actualizados: final temporada 2023-24.

### Títulos por país
| País       | Títulos | Subcampeonatos | Clubes campeones                                                                                |  |
| ---------- | ------- | -------------- | ----------------------------------------------------------------------------------------------- |  |
| Alemania   | 9       | 8              | Eintracht Frankfurt (4), F. F. C. Turbine Potsdam (2), VfL Wolfsburg (2), M. S. V. Duisburg (1) |  |
| Francia    | 8       | 5              | Olympique Lyonnais (8)                                                                          |  |
| España     | 3       | 3              | F. C. Barcelona (3)                                                                             |  |
| Suecia     | 2       | 5              | Umeå I. K. (2)                                                                                  |  |
| Inglaterra | 2       | 1              | Arsenal F. C. (2)                                                                               |  |
| Rusia      | -       | 1              |                                                                                                 |  |
| Dinamarca  | -       | 1              |                                                                                                 |  |

Datos actualizados: final temporada 2024-25.

## Estadísticas
Para un completo resumen estadístico de la competición véase Estadísticas de la Liga de Campeones Femenina de la UEFA

### Clasificación histórica
Los 343 puntos logrados por el Olympique Lyonnais le sitúan como líder de la clasificación histórica de la competición entre los 527 equipos que alguna vez han participado en la misma. 137 puntos por debajo se encuentran dos clubes ocupando la segunda posición, las alemanas del VfL Wolfsburgo y las inglesas del Arsenal Football Club, quienes a su vez se sitúan 14 puntos por encima del cuarto, el Fútbol Club Barcelona.
| Pos | Club                      | Temp. | Puntos | PJ  | PG  | PE | PP |  | Títulos |  | % Título | % Partic. |
| --- | ------------------------- | ----- | ------ | --- | --- | -- | -- |  | ------- |  | -------- | --------- |
| 1   | Olympique Lyonnais        | 17    | 349    | 142 | 110 | 19 | 13 |  | 8       |  | 34.78    | 47.06     |
| 2   | VfL Wolfsburg             | 12    | 206    | 94  | 63  | 17 | 14 |  | 2       |  | 9.09     | 16.67     |
| 3   | Arsenal W. F. C.          | 16    | 206    | 110 | 63  | 17 | 30 |  | 2       |  | 4.55     | 6.25      |
| 4   | F. C. Barcelona           | 12    | 197    | 89  | 63  | 8  | 18 |  | 3       |  | 13.04    | 25        |
| 5   | F. F. C. Frankfurt        | 12    | 192    | 90  | 60  | 12 | 18 |  | 4       |  | 18.18    | 33.33     |
| 6   | Paris Saint-Germain F. C. | 11    | 160    | 84  | 49  | 13 | 22 |  |         |  | 0        | 0         |
| 7   | Umeå I. K.                | 9     | 148    | 67  | 45  | 13 | 9  |  | 2       |  | 9.09     | 22.22     |
| 8   | F. F. C. Turbine Potsdam  | 8     | 136    | 61  | 43  | 7  | 11 |  | 2       |  | 9.09     | 25        |
| 9   | Brøndby IF                | 20    | 130    | 87  | 38  | 16 | 33 |  |         |  | 0        | 0         |
| 10  | F. C. Bayern München      | 9     | 126    | 61  | 39  | 9  | 13 |  |         |  | 0        | 0         |

### Tabla histórica de goleadoras
Para un completo detalle véase Máximas goleadoras de la Liga de Campeones Femenina de la UEFA.
La máxima goleadora del torneo es la noruega Ada Hegerberg con 65 goles, seguida de la alemana Anja Mittag con 51 goles, la también alemana Conny Pohlers con 48 goles, la francesa Eugénie Le Sommer con 50 goles y la brasileña Marta Vieira con 46 goles, siendo las únicas jugadoras en sobrepasar la barrera de los cuarenta y cinco goles en la historia de la competición.
Además cabe destacar entre las máximas anotadoras a la bosnia Milena Nikolić por ser la jugadora con mejor promedio anotador de la competición con 1,54 goles por partido, por delante de la islandesa Margrét Lára Viðarsdóttir y la alemana Inka Grings con un promedio de 1,52 y 1,31 respectivamente, sumando cinco distinciones de máxima anotadora entre ellas, tres para la nórdica, y una para cada una de las teutonas.
Hasta el final de la fase de clasificación 2015-16 un total de 1.628 jugadoras anotaron al menos un gol en la historia del torneo.
Nota: Contabilizados los partidos y goles en rondas previas. En negrita jugadoras activas en Europa y club actual.
| \| Pos. \| Jugadora \| G. \| Part. \| Prom. \| Debut \| (Equipo debut) \| Otros clubes \| \| ---- \| ----------------------- \| -- \| ----- \| ----- \| ----------- \| ----------------------------- \| ---------------------------------------------------------------------- \| \| 1 \| Ada Hegerberg \| 65 \| 72 \| 0.9 \| 2012-13[48] \| Stabæk F. K. (2) \| F. F. C. Turbine Potsdam (2), Olympique Lyonnais (61) \| \| 2 \| Anja Mittag \| 51 \| 74 \| 0.69 \| 2004-05[49] \| F. F. C. Turbine Potsdam (36) \| F. C. Rosengård (12), Paris Saint-Germain F. C. (3), VfL Wolfsburg (0) \| \| 3 \| Eugénie Le Sommer \| 50 \| 99 \| 0.51 \| 2010-11[50] \| Olympique Lyonnais \| \| \| 4 \| Conny Pohlers \| 48 \| 45 \| 1.07 \| 2004-05[51] \| F. F. C. Turbine Potsdam (26) \| F. F. C. Frankfurt (8), VfL Wolfsburg (14) \| \| 5 \| Marta Vieira \| 46 \| 56 \| 0.82 \| 2003-04[52] \| Umeå I. K. (30) \| Tyresö F. F. (7), F. C. Rosengård (9) \| \| 6 \| Kim Little \| 43 \| 77 \| 0.56 \| 2006-07[53] \| Hibernian L. F. C. (0) \| Arsenal F. C. (43) \| \| = \| Camille Abily \| 43 \| 81 \| 0.53 \| 2004-05[54] \| Montpellier H. S. C. \| Olympique Lyonnais (43) \| \| 8 \| Lotta Schelin \| 42 \| 56 \| 0.75 \| 2008-09[55] \| Olympique Lyonnais (41) \| F. C. Rosengård (1) \| \| 9 \| Pernille Harder \| 41 \| 55 \| 0.75 \| 2014-15[56] \| Linköpings F. C. (1) \| VfL Wolfsburg (25), Chelsea F. C. (9), Bayern de Múnich (6) \| \| 10 \| Nina Burger * \| 40 \| 44 \| 0.91 \| 2003-04[57] \| S. V. Neulengbach \| \| \| 11 \| Hanna Ljungberg \| 39 \| 39 \| 1.00 \| 2001-02[58] \| Umeå I. K. \| \| \| = \| Alexandra Popp \| 39 \| 103 \| 0.38 \| 2008-09[59] \| F. C. R. Duisburg (4) \| VfL Wolfsburg (35) \| \| 13 \| Inka Grings \| 38 \| 29 \| 1.31 \| 2003-04[60] \| F. C. R. Duisburg (34) \| F. C. Zürich Frauen (4) \| \| 14 \| Wendie Renard \| 35 \| 122 \| 0.29 \| 2007-08[61] \| Olympique Lyonnais \| \| \| 15 \| Margrét Viðarsdóttir ** \| 32 \| 21 \| 1.52 \| 2005-06[62] \| K. F. Valur \| F. F. C. Turbine Potsdam \| \| 16 \| Patrizia Panico \| 31 \| 44 \| 0.70 \| 2002-03[63] \| S. S. Lazio C. F. (4) \| A. S. D. AGSM Verona C. F. (10), A. S. D. Torres C. F. (17) \| \| = \| Cosmina Duşa \| 31 \| 28 \| 1.11 \| 2002-03[64] \| C. F. F. Clujana \| C. F. F. Olimpia Cluj-Napoca, Konak Belediyespor B. F. T. \| \| = \| Fabienne Humm \| 31 \| 54 \| 0.57 \| 2012-13 \| FC Zürich \| \| \| 19 \| Ewa Pajor \| 30 \| 57 \| 0.53 \| 2014-15 \| Medyk Konin (8) \| VfL Wolfsburg (18), F. C. Barcelona (4) \| \| 20 \| Vivianne Miedema \| 29 \| 35 \| 0.83 \| 2015-16 \| Bayern de Múnich (8) \| Arsenal F. C. (20), Manchester City F. C. (1) \| Estadísticas actualizadas hasta el último partido jugado el 18 de diciembre de 2024. Fuente: UEFA Nota *: la propia UEFA difiere en sus estadísticas, otorgándole 40 ó 38 goles. Nota **: la propia UEFA difiere en sus estadísticas, otorgándole 34 ó 32 goles |                         |    |       |       |         |                               |                                                                        |
| Pos. | Jugadora                | G. | Part. | Prom. | Debut   | (Equipo debut)                | Otros clubes                                                           |
| 1 | Ada Hegerberg           | 65 | 72    | 0.9   | 2012-13 | Stabæk F. K. (2)              | F. F. C. Turbine Potsdam (2), Olympique Lyonnais (61)                  |
| 2 | Anja Mittag             | 51 | 74    | 0.69  | 2004-05 | F. F. C. Turbine Potsdam (36) | F. C. Rosengård (12), Paris Saint-Germain F. C. (3), VfL Wolfsburg (0) |
| 3 | Eugénie Le Sommer       | 50 | 99    | 0.51  | 2010-11 | Olympique Lyonnais            |                                                                        |
| 4 | Conny Pohlers           | 48 | 45    | 1.07  | 2004-05 | F. F. C. Turbine Potsdam (26) | F. F. C. Frankfurt (8), VfL Wolfsburg (14)                             |
| 5 | Marta Vieira            | 46 | 56    | 0.82  | 2003-04 | Umeå I. K. (30)               | Tyresö F. F. (7), F. C. Rosengård (9)                                  |
| 6 | Kim Little              | 43 | 77    | 0.56  | 2006-07 | Hibernian L. F. C. (0)        | Arsenal F. C. (43)                                                     |
| = | Camille Abily           | 43 | 81    | 0.53  | 2004-05 | Montpellier H. S. C.          | Olympique Lyonnais (43)                                                |
| 8 | Lotta Schelin           | 42 | 56    | 0.75  | 2008-09 | Olympique Lyonnais (41)       | F. C. Rosengård (1)                                                    |
| 9 | Pernille Harder         | 41 | 55    | 0.75  | 2014-15 | Linköpings F. C. (1)          | VfL Wolfsburg (25), Chelsea F. C. (9), Bayern de Múnich (6)            |
| 10 | Nina Burger *           | 40 | 44    | 0.91  | 2003-04 | S. V. Neulengbach             |                                                                        |
| 11 | Hanna Ljungberg         | 39 | 39    | 1.00  | 2001-02 | Umeå I. K.                    |                                                                        |
| = | Alexandra Popp          | 39 | 103   | 0.38  | 2008-09 | F. C. R. Duisburg (4)         | VfL Wolfsburg (35)                                                     |
| 13 | Inka Grings             | 38 | 29    | 1.31  | 2003-04 | F. C. R. Duisburg (34)        | F. C. Zürich Frauen (4)                                                |
| 14 | Wendie Renard           | 35 | 122   | 0.29  | 2007-08 | Olympique Lyonnais            |                                                                        |
| 15 | Margrét Viðarsdóttir ** | 32 | 21    | 1.52  | 2005-06 | K. F. Valur                   | F. F. C. Turbine Potsdam                                               |
| 16 | Patrizia Panico         | 31 | 44    | 0.70  | 2002-03 | S. S. Lazio C. F. (4)         | A. S. D. AGSM Verona C. F. (10), A. S. D. Torres C. F. (17)            |
| = | Cosmina Duşa            | 31 | 28    | 1.11  | 2002-03 | C. F. F. Clujana              | C. F. F. Olimpia Cluj-Napoca, Konak Belediyespor B. F. T.              |
| = | Fabienne Humm           | 31 | 54    | 0.57  | 2012-13 | FC Zürich                     |                                                                        |
| 19 | Ewa Pajor               | 30 | 57    | 0.53  | 2014-15 | Medyk Konin (8)               | VfL Wolfsburg (18), F. C. Barcelona (4)                                |
| 20 | Vivianne Miedema        | 29 | 35    | 0.83  | 2015-16 | Bayern de Múnich (8)          | Arsenal F. C. (20), Manchester City F. C. (1)                          |

### Jugadoras con mayor cantidad de encuentros disputados
Para un completo detalle véase Jugadoras con más presencias en la Liga de Campeones Femenina de la UEFA.
La francesa Wendie Renard es la jugadora que más encuentros ha disputado en la historia de la competición con 95, seguida por su compatriota Camille Abily y la germana Alexandra Popp, ambas con 81. Tras ellas siguen Eugénie Le Sommer, Emma Byrne, Sarah Bouhaddi, Anja Mittag, Lara Dickenmann, Ramona Bachmann y Élodie Thomis como las únicas jugadoras en sobrepasar los 70 partidos.
Hasta la fase de clasificación de la temporada 2015-16 un total de 5.206 jugadoras distintas han participado en la competición.
Nota: contabilizados los partidos y goles en rondas previas. En negrita jugadores activos en la edición 2024-25.
| Pos. | Jugador                | P. J. | F. P. | G. | Prom. | Debut   | (Equipo)                 | Otros clubes                                                                         |
| ---- | ---------------------- | ----- | ----- | -- | ----- | ------- | ------------------------ | ------------------------------------------------------------------------------------ |
| 1    | Wendie Renard          | 122   |       | 35 | 0.29  | 2007-08 | Olympique Lyonnais       |                                                                                      |
| 2    | Alexandra Popp         | 103   |       | 39 | 0.38  | 2008-09 | F. C. R. Duisburg        | VfL Wolfsburg                                                                        |
| 3    | Eugénie Le Sommer      | 99    |       | 50 | 0.51  | 2010-11 | Olympique Lyonnais       |                                                                                      |
| 4    | Saki Kumagai           | 96    |       | 8  | 0.08  | 2011-12 | Eintracht Fráncfort      | Olympique Lyonnais, Bayern de Múnich, A. S. Roma                                     |
| 5    | Ramona Bachmann        | 95    |       | 23 | 0.24  | 2006-07 | Umeå I. K.               | F. C. Rosengård, VfL Wolfsburg, Chelsea F. C., Paris Saint-Germain F. C.             |
| 6    | Marta Torrejón         | 87    |       | 10 | 0.11  | 2006-07 | R. C. D. Espanyol        | F. C. Barcelona                                                                      |
| 7    | Sarah Bouhaddi         | 86    |       | 0  | 0.00  | 2006-07 | París F. C.              | Olympique Lyonnais, Paris Saint-Germain F. C.                                        |
| 8    | Amandine Henry         | 83    |       | 11 | 0.13  | 2007-08 | Olympique Lyonnais       |                                                                                      |
| 9    | Caroline Graham Hansen | 82    |       | 25 | 0.3   | 2008-09 | Stabæk FK                | Tyresö FF, VfL Wolfsburgo, F. C. Barcelona                                           |
| 10   | Camille Abily          | 81    |       | 43 | 0.53  | 2004-05 | Montpellier H. S. C.     | Olympique Lyonnais                                                                   |
| 11   | Emma Byrne             | 77    |       | 0  | 0.00  | 2001-02 | Arsenal L. F. C.         |                                                                                      |
| 12   | Anja Mittag            | 74    |       | 51 | 0.69  | 2004-05 | F. F. C. Turbine Potsdam | F. C. Rosengård, París Saint-Germain F. C., VfL Wolfsburgo                           |
| =    | Alexia Putellas        | 74    |       | 25 | 0.34  | 2012-13 | F. C. Barcelona          |                                                                                      |
| =    | Lara Dickenman         | 73    |       | 14 | 0.19  | 2009-10 | F. C. Zürich             | Olympique Lyonnais, VfL Wolfsburg                                                    |
| 15   | Élodie Thomis          | 70    |       | 19 | 0.27  | 2005-06 | Montpellier H. S. C.     | Olympique Lyonnais                                                                   |
| =    | Lucy Bronze            | 70    |       | 9  | 0.13  | 2013-14 | Everton F. C.            | Liverpool F. C., Manchester City, Olympique Lyonnais, F. C. Barcelona, Chelsea F. C. |
| =    | Mariona Caldentey      | 70    |       | 21 | 0.3   | 2014-15 | F. C. Barcelona          | Arsenal F. C.                                                                        |
| 18   | Louisa Nécib           | 66    |       | 29 | 0.44  | 2007-08 | Olympique Lyonnais       |                                                                                      |
| 19   | Ciara Grant            | 65    |       | 12 | 0.18  | 2001-02 | Arsenal L. F. C.         |                                                                                      |
| =    | Patri Guijarro         | 65    |       | 12 | 0.18  | 2015-16 | F. C. Barcelona          |                                                                                      |
| 21   | Aitana Bonmatí         | 63    |       | 25 | 0.4   | 2016-17 | F. C. Barcelona          |                                                                                      |

## Economía y finanzas
La plataforma privada de televisión de pago beIN Sports ofrece desde la temporada 2015-16 los partidos de los equipos españoles en Liga de Campeones Femenina, desconociéndose si los mismos reciben o no algún emolumento económico por la retransmisión al igual que sucede en la Champions masculina.
No fue hasta 2010 cuando los finalistas del torneo recibieron una retribución económica. En 2011 los pagos se ampliaron a los equipos que alcanzasen las semifinales y los cuartos de final, hasta conformar la actual estructura de premios económicos actual de 250 000 € para el equipo ganador, 200 000 para el finalista, 50 000 para los semifinalistas, y 25 000 para los cuartofinalistas.
Además los equipos también reciben 20 000 € por jugar cada ronda o calificación. Se han producido varias quejas sobre las cuantías a recibir, ya que en muchos casos no cubre los costos de los viajes más largos necesarios de desplazamiento en avión, siendo las más sonoras quejas las procedentes de los equipos británicos denominando las retribuciones como "burlescas".
En la edición de 2016-17 fue la primera vez los equipos recibieron dinero por parte de la organización para los vuelos en los partidos como visitante. La cantidad oscila entre 12 000 €, 17 000 € y 20 000 € en función del tiempo de vuelo necesario para cubrir la distancia.